# Donald J. Savoie
 (février 2022).
La mise en forme du texte ne suit pas les recommandations de Wikipédia : il faut le « wikifier ».
Les points d'amélioration suivants sont les cas les plus fréquents. Le détail des points à revoir est peut-être précisé sur la page de discussion.
- Les titres sont pré-formatés par le logiciel. Ils ne sont ni en capitales, ni en gras.
- Le texte ne doit pas être écrit en capitales (les noms de famille non plus), ni en gras, ni en italique, ni en « petit »…
- Le gras n'est utilisé que pour surligner le titre de l'article dans l'introduction, une seule fois.
- L'italique est rarement utilisé : mots en langue étrangère, titres d'œuvres, noms de bateaux, etc.
- Les citations ne sont pas en italique mais en corps de texte normal. Elles sont entourées par des guillemets français : « et ».
- Les listes à puces sont à éviter, des paragraphes rédigés étant largement préférés. Les tableaux sont à réserver à la présentation de données structurées (résultats, etc.).
- Les appels de note de bas de page (petits chiffres en exposant, introduits par l'outil «  Source ») sont à placer entre la fin de phrase et le point final[comme ça].
- Les liens internes (vers d'autres articles de Wikipédia) sont à choisir avec parcimonie. Créez des liens vers des articles approfondissant le sujet. Les termes génériques sans rapport avec le sujet sont à éviter, ainsi que les répétitions de liens vers un même terme.
- Les liens externes sont à placer uniquement dans une section « Liens externes », à la fin de l'article. Ces liens sont à choisir avec parcimonie suivant les règles définies. Si un lien sert de source à l'article, son insertion dans le texte est à faire par les notes de bas de page.
- La présentation des références doit suivre les conventions bibliographiques. Il est recommandé d'utiliser les modèles {{Ouvrage}}, {{Chapitre}}, {{Article}}, {{Lien web}} et/ou {{Bibliographie}}. Le mode d'édition visuel peut mettre en forme automatiquement les références.
- Insérer une infobox (cadre d'informations à droite) n'est pas obligatoire pour parachever la mise en page.

Pour une aide détaillée, merci de consulter Aide:Wikification.
Si vous pensez que ces points ont été résolus, vous pouvez retirer ce bandeau et améliorer la mise en forme d'un autre article.
 (novembre 2020).
Si vous disposez d'ouvrages ou d'articles de référence ou si vous connaissez des sites web de qualité traitant du thème abordé ici, merci de compléter l'article en donnant les références utiles à sa vérifiabilité et en les liant à la section « Notes et références ».
Pour les articles homonymes, voir Savoie (homonymie).
Donald J. Savoie est un écrivain, professeur d'université canadien, expert en administration publique et en développement régional.
Ses ouvrages ont remporté des prix au Canada, aux États-Unis et en Europe. Il est lauréat du Prix Killam 2015 en sciences sociales.

## Biographie
Donald J. Savoie naît en 1947 à Saint-Maurice, près de Bouctouche au Nouveau-Brunswick. La famille déménage à Moncton. Son père fonde La Construction Acadienne, qui devient l'une des plus importantes compagnies de construction au Nouveau-Brunswick.
Donald J. Savoie est titulaire de la Chaire de recherche du Canada en administration publique et gouvernance à l’Université de Moncton. .
Donald J. Savoie publie de nombreux livres portant sur les politiques publiques, l’administration publique et le fédéralisme.
Il fait fonction de conseiller auprès de divers ministères et organismes gouvernementaux fédéraux, provinciaux et territoriaux, du secteur privé, de l’OCDE, de la Banque mondiale et des Nations unies, pour lesquels il a rédigé de nombreux articles et rapports de recherche. Il entreprend, entre 1986 et 1987, une étude des efforts déployés par le gouvernement fédéral en matière de développement régional en Atlantique et il prépare un rapport qui mene à l’établissement de l’Agence de promotion économique du Canada atlantique.
Il a été boursier Simon Reisman, Conseil du Trésor, gouvernement du Canada (2004), boursier sénior de la Fondation Fulbright aux universités Harvard et Duke (2001-02), élu boursier invité, All Souls College, Oxford (2006) et nommé chercheur invité au London School of Economics Public Policy Group et Department of Government (hiver 2007).
Dr. Savoie a été élu président de l’Association canadienne de science politique (1998), membre du Comité consultatif indépendant sur les nominations au Sénat (2016-2017), du Conseil consultatif de l’Ordre du Canada (1995-1999), du Groupe d’étude sur les revenus et l’adaptation des pêches de l’Atlantique (1992-1994), du Comité directeur de la prospérité (1991-1992), du Comité consultatif sur le commerce extérieur (1991-1993), du Conseil économique du Canada (1990-1992), du comité de rédaction de Journal of Public Administration, Research and Theory (2002-2004), Governance (1995-1998), l’Administration publique du Canada (1985-1994) et de la Revue canadienne des sciences régionales (1984-1987).

## Publications
- John Reid, D.J. Savoie (édit.), Shaping An Agenda for Atlantic Canada, Halifax, Fernwood, 2011.
- D.J. Savoie (édit.), Le Parlement, les ministres et les sous-ministres, vol. 1, Ottawa, Commission d’enquête sur le programme de commandites et les activités publicitaires, 2006.
- D.J. Savoie (édit.), La fonction publique et la transparence, vol. 2, Ottawa, Commission d’enquête sur le programme de commandites et les activités publicitaires, 2006.
- D.J. Savoie (édit.) Liens : responsabilité et reddition de comptes, vol. 3, Ottawa, Commission d’enquête sur le programme de commandites et les activités publicitaires, 2006.
- T. Courchene, D.J. Savoie et D. Schwanen (édit.), The Art of the State: Thinking North America, Montréal, Institut de recherche en politiques publiques, 2004.
- T. Courchene et D.J. Savoie (édit.), The Art of the State: Governance in a World Without Frontiers, Montréal, Institut de recherche en politiques publiques, 2002.
- B. Guy Peters et D.J. Savoie, (édit.) Governance in the Twenty-first Century: Revitalizing the Public Sector, Kingston: McGill-Queen’s University Press, 2000 et traduit (B. Guy Peters et D.J. Savoie (édit.), La gouvernance au XXIe siècle : Revitaliser la fonction publique, Québec, Les presses de l’Université Laval, 2000).
- Peter Aucoin et D.J. Savoie (édit.), Managing Strategic Change: Learning from Program Review, Ottawa: Centre canadien de gestion, 1998 et traduit (Peter Aucoin et D.J. Savoie (édit.), Gestion du changement stratégique: Leçons à retenir de l’examen des programmes, Ottawa, Centre canadien de gestion, 1998).
- B. Guy Peters et D.J. Savoie (édit.), Taking Stock: Assessing the Public Sector, Montréal: McGill-Queen’s University Press, 1998 et traduit (B. Guy Peters et D.J. Savoie (édit.), Réformer le secteur public : Où en sommes nous?, Québec, Les presses  de l’Université Laval, 1998.
- B. Guy Peters et D.J. Savoie (édit.), Governance in a Changing Environment, Montréal: McGill-Queen’s University Press, 1995 et traduit, (B. Guy Peters et D.J. Savoie (édit.), Les nouveaux défis de la gouvernance, Québec, Les presses de l’Université Laval, 1996.
- D.J. Savoie (édit.), Budgeting and the Management of Public Spending, London, U.K., Edward Elgar Publishing, 1995.
- D.J. Savoie (édit.), Taking Power: Managing Government Transitions, Toronto, Institut d'administration publique du Canada, 1993.
- D.J. Savoie et Ralph Winter (édit.), Les provinces maritimes : Un regard vers l’avenir, Moncton, Institut canadien de recherche sur le  développement régional, 1993.
- D.J. Savoie et I. Brecher (édit.), Equity and Efficiency in Economic Development: Essays in Honour of Benjamin Higgins, Montreal, McGill-Queen’s University Press, 1992.
- D.J. Savoie (édit.), Innovations et orientations dans la formation des cadres supérieurs, Toronto, Institut d'administration publique du Canada, 1991.
- M. Beaudin et D.J. Savoie (édit.), Le Nouveau-Brunswick en l’an 2000, Moncton, Institut canadien de recherche sur le développement régional, 1989.
- B. Higgins et D.J. Savoie (édit.), Regional Development: Essays in Honour of François Perroux, Londres et Boston, Unwin & Hyman, 1988.
- B. Higgins et D.J. Savoie (édit.), Les Canadiens et le développement régional au pays et dans le Tiers-Monde, Moncton, Institut canadien de recherche sur le développement régional, 1988.
- D.J. Savoie (édit.), The Canadian Economy: A Regional Perspective, Toronto, Methuen, 1986.
- D.J. Savoie et André Raynauld (édit.), Essais sur le développement régional, Montréal, Presses universitaires de Montréal, 1985.

## Prix et récompenses
Donald J. Savoie a reçu plusieurs prix et distinctions dont : récipiendaire inaugural de la Médaille Yvan Allaire pour sa contribution dans le domaine de la gouvernance (2018), le prix Donner 2015-2016, le prix littéraire du Nouveau Brunswick pour ouvrage non romanesque de la  Fédération des écrivains du Nouveau-Brunswick 2016 dont il est le récipiendaire inaugural, le prix Killam 2015 en sciences sociales, l’Ordre du Nouveau-Brunswick (2011), le Prix de recherche Trudeau (2004), le Prix Sun Life, mention de Service Public (2004), finaliste de la médaille d’or du CRSH pour ses réalisations en recherche (2003), la « Médaille Vanier de l’Institut d’administration publique du Canada » (1999), il a été honoré par le Forum des politiques publiques à l’occasion de son douzième banquet d’honneur annuel (1999), nommé officier de l’Ordre du Canada (1993), élu membre de la Société royale du Canada (1992), choisi Ancien de l’année et nommé patron de l’Ordre des Régents et des Régentes, Université de Moncton (1991). Trois de ses livres ont été sélectionnés pour le prix Donner, et The Politics of Public Spending in Canada a reçu le premier « Prix Smiley » (1992). Ce prix, décerné par l’Association canadienne de science politique, est remis à l’auteur(e) ou aux auteur(e)s du meilleur livre français ou anglais sur un sujet traitant de la politique du gouvernement du Canada.  Il a également reçu le prix « France-Acadie » (1993) pour le livre Les défis de l’industrie des pêches au Nouveau-Brunswick et le prix « Mosher » par le Public Administration Review (É.-U.) pour le meilleur article en 1994 portant sur l’administration publique. Il a reçu un doctorat honorifique de l’Université Sainte-Anne (1993), de Mount Allison University (1997), de la University of New Brunswick (2002), de Dalhousie University (2003), de St. Francis Xavier University (2005), de Saint Mary’s University (2011)https://www.smu.ca/academics/archives/honorary-degrees.html, d’Acadia University (2014), de l’Université d’Ottawa (2018) et un doctorat en lettres de Oxford University (2000).
En 2022, Donald J. Savoie est promu au rang de Compagnon de l'ordre du Canada.